# فرانک بنک
فرَنک بَنک (انگلیسی: Frank Bank; ۱۲ آوریل ۱۹۴۲ – ۱۳ آوریل ۲۰۱۳)  بازیگر آمریکایی بود که بیشتر برای ایفای نقش کلارنس "لامپی" رادرفورد، قلدر دوست‌داشتنی در سریال تلویزیونی "Leave It to Beaver" شناخته می‌شد. این سریال که در دهه‌های ۵۰ و ۶۰ میلادی پخش می‌شد، به یکی از محبوب‌ترین و ماندگارترین سریال‌های کمدی تلویزیونی تاریخ تبدیل شد. شخصیت لامپی، با وجود ظاهر خشن و رفتارهای قلدرانه‌اش، در نهایت قلب مهربانی داشت و به یکی از شخصیت‌های نمادین سریال تبدیل شد.
بنک پس از پایان سریال "Leave It to Beaver"، در چندین فیلم و سریال تلویزیونی دیگر نیز ظاهر شد، اما هیچ‌کدام نتوانستند موفقیت و محبوبیت نقش لامپی را تکرار کنند. او در سال ۱۹۹۷ کتاب خاطرات خود را با عنوان "Call Me Lumpy: My Leave It To Beaver Days and Other Wild Hollywood Life" منتشر کرد که در آن به تجربیات خود در هالیوود و زندگی شخصی‌اش پرداخت.
بنک در سال‌های بعد از بازیگری، به عنوان یک کارگزار اوراق بهادار فعالیت کرد و در رنچو میراژ، کالیفرنیا زندگی می‌کرد. او در سال ۲۰۱۳، یک روز پس از تولد ۷۱ سالگی‌اش، به دلیل سرطان درگذشت. 